# 裵相文
裵 相文（ベ・サンムン、배상문, Bae Sang-moon, 1986年6月21日 - ）は、韓国・大邱広域市出身の男子プロゴルファー。
2008年、2009年の韓国ツアー賞金王で、2011年には日本男子プロゴルフツアーで3勝し最優秀選手賞と賞金ランキング賞（賞金王）に輝いた。
2011年のPGAツアークオリファイでシード権を獲得し、2012年シーズンは米PGAツアーに参戦している。

## 略歴
7歳のころからゴルフを始めたが、本格的にゴルフに取り組んだのは11〜12歳のころで、15歳からはゴルフ中心の生活を送った。
2003年8月、17歳でプロに転向した。2006年、韓国ツアーのエマソン・パシフィック・グループオープンで初勝利を上げ、2007年には母国韓国で開催されたアジアンツアー・韓国ツアー両ツアーのイベントであるSKテレコムオープンで勝利。2008年には韓国オープン、また2009年にはGS Caltex Maekyung Openで優勝するなどの成績で、2008年・2009年の韓国ツアー賞金王となった。
2010年からは日本ツアーに参戦し、優勝はなかったものの、出場した11試合中6試合で10位内に入る好成績を残した。
2011年には8月VanaH杯KBCオーガスタゴルフトーナメント、9月コカ・コーラ東海クラシックで勝利し、10月の日本オープンゴルフ選手権競技で日本メジャー初優勝を遂げるなど、計3勝し、賞金王と最優秀選手賞のタイトルを獲得した。
2011年12月のPGAツアークオリファイを11位タイで終え、25位以内に与えられる米PGAツアー出場権を獲得した。2015年に兵役となる。

## 通算成績 (13勝)

### PGAツアー (2勝)
| No. | 日時           | 大会                         | 優勝スコア      | アンダーパー | 打差  | 2位                        |
| --- | -------------- | ---------------------------- | --------------- | ------------ | ----- | -------------------------- |
| 1   | 2013年5月19日  | HPバイロン・ネルソン選手権   | 66-66-66-69=267 | −13          | 2打差 | キーガン・ブラッドリー     |
| 2   | 2014年10月12日 | フライズドットコム・オープン | 66-69-65-73=273 | −15          | 2打差 | スティーブン・ボウディッチ |

### アジアツアー (3勝)
| No. | 日時          | 大会                    | 優勝スコア            | 打差       | 2位                         |
| --- | ------------- | ----------------------- | --------------------- | ---------- | --------------------------- |
| 1   | 2007年5月27日 | SKテレコムオープン      | -17 (64-69-71-67=271) | 6打差      | アーロン・バデリー、 金庚泰 |
| 2   | 2008年10月5日 | 韓国オープン            | -11 (67-70-67-69=273) | 1打差      | イアン・ポールター          |
| 3   | 2009年5月17日 | GS Caltex Maekyung Open | -7 (71-70-70-70=281)  | プレーオフ | オー・テッド（Ted Oh）      |

### 日本男子プロゴルフツアー (3勝)
- 2011年 VanaH杯KBCオーガスタゴルフトーナメント、コカ・コーラ東海クラシック、日本オープンゴルフ選手権競技

### その他 (5勝)
- 2006年 エマソン・パシフィック・グループ・オープン（Emerson Pacific Group Open）
- 2008年 KEB招待選手権（KEB Invitational）、フォルティス・インターナショナル・チャレンジ（Fortis International Challenge）
- 2009年 韓国オープン（Kolon-Hana Bank Korea Open） (ワンアジアツアー（OneAsia Tour）)
- 2010年 SKテレコムオープン（SK Telecom Open） (ワンアジアツアー)
- 2013年 新韓東海オープン
- 2014年 新韓東海オープン

### 4大メジャートーナメントの成績
| トーナメント | 2009年 | 2010年 | 2011年 | 2012年 | 2013年 | 2014年 |
| ------------ | ------ | ------ | ------ | ------ | ------ | ------ |
| マスターズ   | DNP    | DNP    | DNP    | T37    | DNP    | CUT    |
| 全米オープン | CUT    | DNP    | T42    | CUT    | CUT    | DNP    |
| 全英オープン | DNP    | DNP    | CUT    | T64    | DNP    | DNP    |
| 全米プロ     | DNP    | DNP    | DNP    | T54    | CUT    | DNP    |

- = 不出場

CUT = 予選落ち

"T" = タイ

## チーム
- ワールドカップ（韓国代表）：2008年